# 皱面鸡眼藤
皱面鸡眼藤（学名：Morinda rugulosa）为茜草科巴戟天属下的一个种。

## 扩展阅读
- 維基物種上的相關：皱面鸡眼藤